# Trolcable
El Trolcable es un sistema de transporte aéreo por cable, con telecabinas en forma de teleférico urbano, que permite el transporte de personas desde el centro de la Ciudad de Mérida hacia el Sector San Jacinto de la Cuenca del Chama y funciona como la línea 3 del Sistema de Transporte Masivo Trolmérida administrado por la empresa estatal TROMERCA.

## Origen
La ciudad de Mérida ubicada al Occidente de Venezuela, enclavada en la Cordillera de los Andes, por razones geográficas y viales entre otras, requería un Sistema Integral de Transporte Masivo que ayudara a su desarrollo económico, productivo y turístico.
En 1997, los entes gubernamentales del estado estimaron necesario establecer una nueva política de servicio en los transportes públicos en la ciudad de Mérida.  Luego de distintos estudios y la consideración de diferentes proyectos tecnológicos opciones de solución (entre ellos uno muy importante y destacado como el Tren Electromagnético, TELMAG, auspiciado por un grupo de investigadores de la Universidad de Los Andes (Venezuela) dirigidos por el Prof. Dr. Alberto Serra-Valls, cuya propuesta ofrecía un bajo impacto ambiental al no producir deforestación, ni daños ecológicos y poca intervención en las rutas viales) y tras una licitación pública para atender estas nuevas necesidades, se optó por establecer una nueva red de trolebús articulados de motorización dual (un motor eléctrico y un motor de combustible diésel).
Sin embargo la implementación de un sistema de buses articulados no solucionaría todo el problema ya que esto solo beneficiaría a los habitantes de los suburbios de la zona sur del Área Metropolitana de Mérida, pero aún quedaría pendiente el problema de transporte que agobiaba a los habitantes de la cuenca del Chama, es por ello que los entes gubernamentales enfocarían sus estudios en el diseño de un medio de transporte rápido y sencillo que conectara ambos sectores, que se encuentran distanciados por un desnivel de aproximadamente 600 metros de diferencia: tras varios estudios técnicos surge la idea de construir un sistema de telecabinas en forma de Teleférico urbano o Metrocable, similar a proyectos como el Metrocable de Caracas y el Metrocable de Medellín, el cual estaría proyectado para enlazar el Sector de San Jacinto del Valle del Chama con el Sector del Paseo La Feria en el centro de la Ciudad de Mérida.

## Inauguración
Tras varios años de ardua labor por parte de los trabajadores de TROMERCA, ente adscrito al Ministerio del poder popular para Transporte Terrestre, el 14 de diciembre de 2012 se realiza la puesta en operación en etapa pre-comercial de la línea 3 del Sistema de Transporte Masivo Trolebús de Mérida.

## Actualidad
En la actualidad este sistema de transporte permite que entre 12 mil y 13 mil usuarios en promedio se desplacen diariamente desde la estación terminal San Jacinto en la Cuenca del Chama a la estación Domingo Peña en la Meseta de Mérida, sin embargo el mencionado ente tuvo que aplicar un plan especial para enlazar esta línea con la línea 1, debido a los atrasos en la obra, permitiendo la conexión de la estación intermodal Los Conquistadores con la estación intermodal Mercado Periférico a través de un sistema de buses.

## Unidades
Las unidades para el Trolcable fueron fabricadas por la empresa CWA y adaptadas al sistema Doppelmayr (la misma que instaló y fabricó el sistema del Teleférico de Caracas), construidas de aluminio que funcionan con un sistema de cableado eléctrico, conectadas por diversas torres hechas de acero y concreto armado, cada cabina tendría iluminación interna, un sistema de comunicación y una capacidad aproximada para 8 personas.

## Terminal de Rutas Alimentadoras
Tras la puesta en funcionamiento de la línea 3 del Sistema de Transporte Masivo Trolmérida  la empresa estatal TROMERCA inauguró el Terminal de Rutas Internas del Valle del Chama así como la Terminal de Rutas Alimentadoras del Trolcable: las primeras son prestadas por líneas comerciales de transporte urbano mientras que la segunda es prestada por el Sistema de Transporte Terrestre BusMérida, y cuenta con 2 Rutas:
- Ruta 7 (Parroquia Arias): San Jacinto -  Don Perucho.

- Ruta 8 (Parroquia Arias): San Jacinto - La Joya.

- Ruta 9 (Parroquia Jacinto Plaza): San Jacinto - Chamita.

## Controversias
Debido a la falta de mantenimiento, el sistema Trolcable presenta un funcionamiento intermitente, situación que ha generado molestias en la comunidad que debería beneficiarse de dicho servicio.